# Convento de Santo António dos Capuchos de Angra

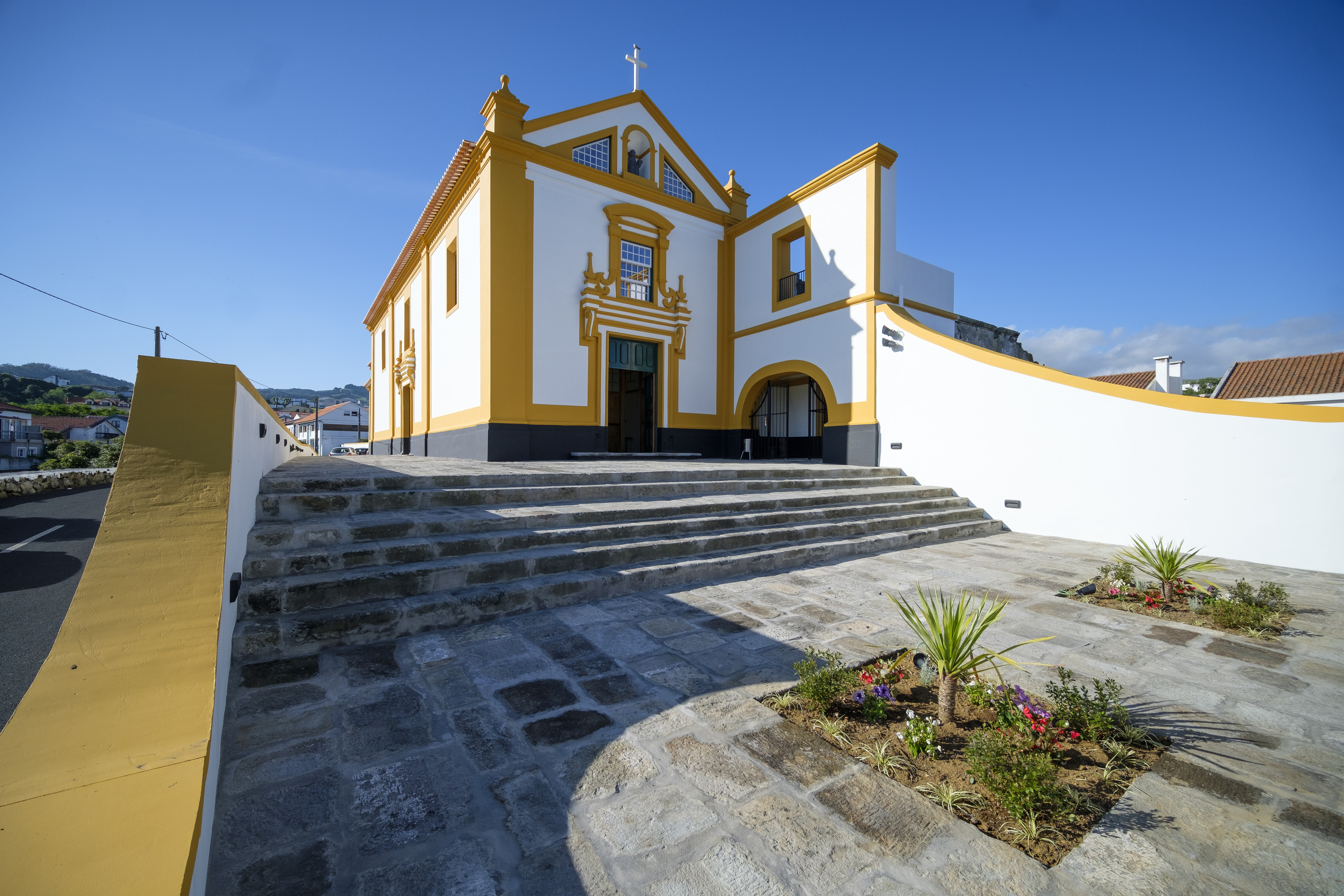
A igreja do Convento de Santo António dos Capuchos após reconstrução (2024).

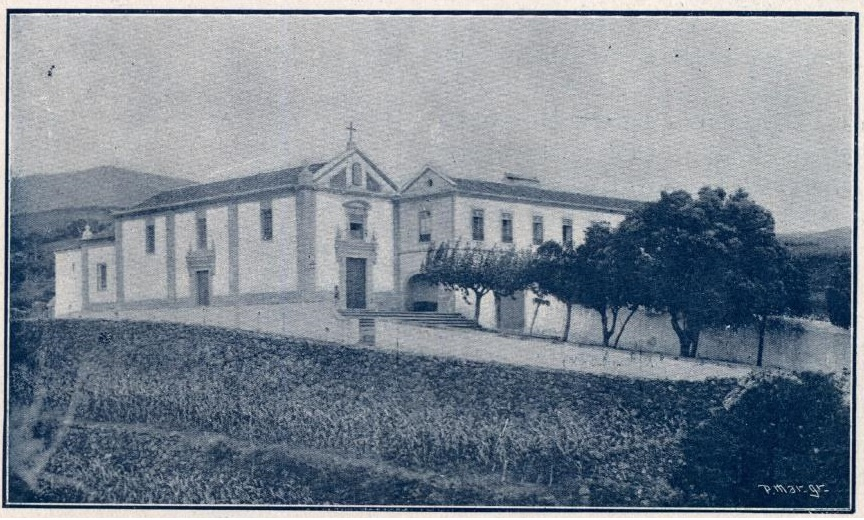
O Convento de Santo António dos Capuchos cerca de 1902.

Convento de Santo António dos Capuchos, incluindo a igreja anexa, foi um convento de religiosos franciscanos da Estrita Observância (Capuchos) situado na freguesia de São Bento, na periferia da cidade de Angra do Heroísmo, nos Açores. O conjunto foi classificado como Imóvel de Interesse Público (IIP) pela Resolução do Governo dos Açores n.º 41/80, de 11 de junho de 1980, e posteriormente incluído na Zona Classificada de Angra do Heroísmo. A igreja incluía uma capela de Nossa Senhora do Livramento, de grande devoção popular, que levou a que igreja também fosse conhecida por Livramento, nome que foi adotado para o cemitério público anexo e para a irmandade que tem a sua sede no imóvel.

## Descrição
O Convento de Santo António dos Capuchos foi construído nos terrenos onde em 1599 se estabeleceu uma casa da saúde, para receber as vítimas da epidemia de peste que ocorreu na ilha Terceira desde abril daquele ano até finais do ano seguinte. Ficava junto à saída leste da cidade, próximo dos Portões de São Bento, numa área de terrenos de cultivo longe de habitações, mas bem servido de água devido a estar localizado numa estreita faixa de terrenos situados entre as ribeiras dos Calrinhos e de São Bento.
Esta casa da saúde estava implantada em terrenos pertencentes ao sargento-mor Gaspar Freitas da Costa, nos quais, e nos terrenos vizinhos, foram sepultados milhares de cadáveres no decurso da epidemia, a qual terá vitimado de 4000 a 7000 pessoas na ilha Terceira. Na casa da saúde trabalharam como enfermeiros dois frades capuchos, prestando os cuidados possíveis e dando assistência espiritual e sepultura aos que faleciam.
Quando a epidemia acabou, os dois frades permaneceram no local, onde construiram uma espécie de cabana onde celebravam missa e oravam pelos defuntos ali sepultados. Quando os frades foram mandados regressar ao convento, a Câmara de Angra decidiu construir no local uma ermida que lhe desse dignidade, perpetuando a memória dos mortos e do trágico evento. Mas só em 1610 se deu início à construção da ermida, tendo nesse ano a edilidade fintado os herdeiros das pessoas que faleceram da epidemia, o que permitiu juntar uma boa soma de dinheiro, proveniente de toda a ilha, e se decidiu também construir casa de romeiros, já que o local era muito visitado pelos familiares dos que ali haviam sido enterrados.
Quando a iniciativa municipal se gorou, porque o projeto era avantajado e depressa consumiu todo o dinheiro e maçames disponíveis, o mercador angrense Paulo Oliveira, um dos depositários do produto da finta, resolveu erigir, em alternativa, uma ermida da invocação de São Roque, o santo padroeiro dos empestados. Entretanto, a Província Franciscana dos Açores (que desde 20 de novembro de 1640 se autonomizara pela instituição da Província de São João Evangelista das Ilhas dos Açores) decidiu construir nos Açores um terceiro mosteiro da obediência franciscana dos irmãos menores recoletos (conhecidos por Capuchos) e para isso aceitou a oferta do local onde estava instalada a Ermida de São Roque bem como parte dos campos que tinham sido transformados em gigantesco cemitério aquando da epidemia.
O provincial da Ordem, o florentino frei Mateus da Conceição, recebeu a doação em 15 de fevereiro de 1643, do capitão Roque de Figueiredo (que ficou sendo o padroeiro do projetado convento) e da sua consorte Maria Rebelo, que herdara de seu tio, o capitão e sargento-mor Gaspar de Freitas da Costa, o local onde então existia a ermida de São Roque. O Capitão Roque de Figueiredo conservou o padroado por pouco tempo, já que renunciou na pessoa do herói da Restauração capitão João de Ávila, porque este era rico e não faltaria com a assistência devida ao convento. Roque de Figueiredo exigiu apenas que lhe fosse reservado na capela-mor lugar para jazigo próprio e dos seus descendentes, o que lhe foi concedido. A primeira pedra dos  alicerces do arco da capela principal foi solenemente lançada no dia 9 de março de 1643, ao mesmo tempo que alguns ossos dos Santos Mártires ali eram depositados como relíquias de grande estima e veneração, assistindo ao ato o mestre provincial que praticou a cerimónia, as autoridades da cidade, o clero e as corporações religiosas.
Frei Mateus da Conceição mandou vir da ilha de São Miguel o padre frei Bernardo de Santa Bárbara, para presidir às obras, conferindo ao mesmo tempo, ao guardião do Convento de São Francisco de Angra os plenos poderes para que lançasse os hábitos aos noviços que pretendiam recolher-se no novo convento.
O cronista contemporâneo Manuel Luís Maldonado descreve assim o processo que levou à fundação do convento: «Em rezão da noua Prouincia foi necessario fundar se a Recoleta da Capucha de Santo Antonio d Angra, pera a qual offereceo gratis o Citio o Cappitam Roque de Figueiredo com a hermida de São Roque ereta no anno de 1599, que se diz do Mal, com titulo do honorifico de Padroeiro, que pelos annos em diante demetio de si renunciando o no Cappitam João d Auila, sem enterece algü mais do que o amor da amizade com que hü e outro se tratauão, com a condição de ter o dito Roque de Figueiredo, e seos descendentes jazigo, e lugar na Capehla mór: Consta ser feita a doacão do dito Citio em 15 de Feuereiro de 1643. E em noue de Março seguinte se lancou a primeira pedra». O mesmo cronista afirma na sua crónica que a obra começou com tal fervor que para ela concorrerão esmolas tão crescidas, assim dos maçames de toda a Sorte, como officiais destes e aquelles officios concernentes a ellas que de graça se offerecião, que no dia 14 de Maio dia d Assenção do Senhor se acharão as offecinas, selas e cerca capazes de asistencia dos religiozos; e de facto neste mesmo dia 14 de Maio foi a comonidade dos frades que ali havião ser moradores em prosissão solenissima, que acompanhou o Reverendo Cabido Sed vacante, e mais religiõens recolher se a dita Recoleta e ficou o Senhor por hora na hermida de São Roche, e no dia de Santo António, 13 de Junho do mesmo ano se passou á Capella mor. Pella breuidade do tempo destas obras se denota o pouco fundamento dellas, as quais, pouco a pouco se fotão aruinando em tal maneira, que foi necessario reduzirem se de nouo a meilhor forma, com largueza, e fortidão permanente. Animo sse a Jgreja que fez de nouo o Padre Frei Manael do Spirito Santo sendo Guardião nos annos de 1668 em diante; e depois os que lhe succederão no cargo continuarão com todo o feruor e anda na redeficacão do mais Conuento e offecinas, que tudo de nouo fizerão com acejo, e perfeicão com tal grandeza que he hoie a melhor das Recoletas da Prouincia. He caza de 20 Relegiozos; com as esmolas que tirão dos moradores da Ilha em todo o tempo, e alfoges juntas aos legados da Sacrestia, e padroado passão com bastante prouimento de todo o necessario percizo a uida, sem que exprementem de necessidade de mizeria. Perueligio lhe a Republica liures dos impostos coatro arrobas de carne na Somana. Assim se organizou o novo convento, ficando Santo António como orago da igreja, e os religiosos pertencendo à ordem primeira dos Menores Observantes, guardando-se a disciplina da Recolecta.
Contudo, o mesmo Maldonado afirma que a brevidade das obras não deu o resultado esperado, de tal forma que em 1668 o edifício foi sujeito a obras de reforço e ampliação, sob a direção do guardião padre frei Manuel do Espírito Santo. Os que lhe sucederam no cargo continuaram a edificação de restante convento, incluindo a construção de um belo claustro no centro do qual foi colocada uma grande cruz em pedra ornada.
O capitão João de Ávila, já na qualidade de padroeiro do convento, reclamou de Nicolau de Freitas Figueiredo, a entrega de cinco alqueires de terreno, no lugar denominado Copim (hoje conhecido por Copins), onde estavam sepultados milhares de cadáveres da peste, para que esse terreno fosse respeitado como campo santo e não fosse cultivado, incorporando-se nos bens do covento. Mas em 1655, o deão Gomes Terra decidiu que o proprietário do terreno podia reutilizá-lo para exploração agrícola. Tal facto foi muito sentido na cidade. Mas não foi único, porque centenas e centenas de cadáveres foram também sepultados em cerrados, um pouco por todo o lado que pouco depois voltaram a ser cultivados.
Por oferta do bispo de Angra D. Manuel Álvares da Costa, em 1725 os lados da capela mor foram revestidos a azulejos azul e brancos.
Numa capela lateral de que foi fundador André Coelho Martins Fernandes, venerava-se a imagem da Senhora do Livramento, de grande devoção dos povos, e que atraía àquela igreja importante peregrinação. O culto a Nossa Senhora do Livramento que ali se fazia, levou a que a igreja também seja conhecida por Livramento, assim como cemitério anexo, construído na cerca do convento no espaço que servira de «campo santo» no período da peste. Esse mesmo culto, que se manteve até 1980, levou a que o nome de Irmandade de Nossa Senhora do Livramento fosse depois adotado pela instituição de caridade a que seria entregue o convento após a extinção das ordens religiosas.
A vida conventual manteve-se até 1830, ano em que o convento foi esvaziado para que nele fosse aquartelada a Companhia de Voluntários Académicos, no contexto da Guerra Civil Portuguesa que opunha liberais e miguelistas e de que Angra era o centro. A Companhia integrava alguns dos mais conhecidos intelectuais do tempo, entre os quais Almeida Garrett e Alexandre Herculano.
Pelo Decreto de 17 de maio de 1832, complementado pelo Decreto de 28 de maio de 1834, ficou extinto o convento e o imóvel foi incorporado nos bens nacionais. Depois de uma tentativa gorada de nele instalar uma escola, o edifício foi cedido para instalação do Asilo de Infância Desvalida, por carta de lei de 27 de fevereiro de 1858, resultado do especial empenho e zelo do governador civil do então Distrito de Angra do Heroísmo, o conselheiro Nicolau Anastácio de Bettencourt. O imóvel passou então a albergar um internato feminino, razão pela qual era conhecido como «Asilo das Meninas», gerido pela Irmandade de Nossa Senhora do Livramento, assim se mantendo até ser severamente danificado pelo terramoto de 1 de Janeiro de 1980. O internato esteve durante muitos anos entregue às irmãs de São José de Cluny, que foram dele expulsas após a implantação da República. Nesse período a instituição foi visitada a 2 de julho de 1901, pelo rei D. Carlos I de Portugal e pela rainha D.Amélia de Orleães, no contexto da visita régia às Ilhas Adjacentes.
Fundada por alvará de 8 de Junho de 1853 por um grupo de senhoras angrenses, a Irmandade de Nossa Senhora do Livramento começou por acolher crianças e jovens órfãs do sexo feminino em regime de internato no Convento de Santo António dos Capuchos. O Asilo da Infância Desvalida iria abrir portas aos rapazes cerca de 40 anos mais tarde, com o nome de Orfanato João Baptista Machado a funcionar no Solar de Nossa Senhora dos Remédios, antiga casa do Provedor das Armadas, cuja aquisição pela Irmandade, por 7:000 réis insulanos, foi autorizada por Portaria de 19 de julho de 1904. A partir daí a atividade da Irmandade na área das crianças e jovens em risco nunca mais parou, contando, atualmente com 130 utentes, apoiados por cerca de uma centena de funcionários.
Em consequência dos danos sofridos aquando do sismo, foi construído nos terrenos anexos um novo conjunto de edifícios que passaram a albergar a instituição, que entretanto passou a receber crianças de ambos sexos, e o imóvel, apesar de classificado como de interesse público meses após o sismo, foi deixado ao abandono e parcialmente demolido para dar lugar às novas construções. Um projeto de reconstrução, elaborado em 1985 nunca chegou a ter execução e o imóvel ficou em ruína total. Em 2014, por iniciativa do Município de Angra do Heroísmo, o processo de recuperação do imóvel foi retomado, resultando na reabertura da igreja em 15 de junho de 2024, e na apresentação do projeto de recuperação do claustro. As obras de recuperação foram suportadas integralmente pelo Município.
O imóvel continua na posse da Irmandade de Nossa Senhora do Livramento e terá agora funções essencialmente culturais. A igreja, que ao longo dos séculos foi local de enterramento, encontram-se sepultados, entre outras, as seguintes personalidades:
- João de Ávila, padroeiro do convento, capitão de ordenanças de Angra e herói do cerco do castelo de São Filipe e da Restauração de 1642.
- D. Frei Alexandre da Sagrada Família, primeiro prelado nascido nos Açores que foi bispo da sua terra de origem, poeta e tio de Almeida Garrett.
- Teotónio de Ornelas Bruges, visconde de Bruges e 1.º conde da Praia da Vitória, herói da revolução liberal de Angra de 22 de junho de 1828 e um dos mais relevantes políticos açorianos.